# Krupá, Rakovník
Krupá là một làng thuộc huyện Rakovník, vùng Středočeský, Cộng hòa Séc.